# Constantina (Rio Grande do Sul)
Constantina is een gemeente in de Braziliaanse deelstaat Rio Grande do Sul. De gemeente telt 10.191 inwoners (schatting 2009).